# Chefchaouen
Chefchaouen ili Chaouen (arap. شفشاون / الشاون, Shafshāwan, berb. ⵜⵛⴻⴼⵜⵛⴰⵡⴻⵏ, Ashawen, šp.: Xauen) stari je grad na sjeverozapadu Maroka i ujedno glavni grad istoimene pokrajine u regiji Tangier-Tetouanu. Poznat je po španjolskoj i maurskoj arhitekturi te kućama obojenim u brojne nijanse plave boje. Njegovu kulinarsku tradiciju UNESCO je 2010., uz kulinarske tradicije još nekih mediteranskih država, uvrstio na popis svjetske nematerijalne kulturne baštine.

## Povijest
Chefchaouen je 1471. izgrađen na obroncima gorja Rifa kao mala utvrda za borbu protiv portugalske invazije sjevernog Maroka. Utemeljio ga je Moulay Ali Ben Moussa Ben Rached El Alami, potomak sufija Ibn Mašiša i Idrisa I., prvoga vladara idrisidske dinastije te, preko njih, i potomak islamskoga proroka Muhameda. U srednjem vijeku, poslije španjolske rekonkiste, u grad su se s pripadnicima ghomarskih plemena doselili mnogi Mauri i Židovi. Stoljećima je Chefchaouen slovio za sveti grad u koji ulaz strancima, pod prijetnjom smrću, nije bio dozvoljen: djelomično je i zbog toga dobro očuvana srednjovjekovna arhitektura grada.
Španjolska je vojska zaslužna za postupno otvaranje Chefchaouena strancima jer su Španjolci pokušali sjeverni Maroko pretvoriti u protektorat, o čemu se 1906. odlučivalo na Konferenciji u Algericasu. Kad su španjolske vojne postrojbe zauzele Chefchaouen, u gradu je živio velik broj Sefarda koji su govorili židovskošpanjolskim jezikom. Chefchaouen je tada bio glavna baza vojske španjolskoga protektorata. Godine 1920. Španjolci su Chefchaouen pripojili Španjolskome Maroku.
Walter Zechlin (1879. – 1962.), konzul Njemačkoga Carstva u Tetuanu, pokušao je u doba Prvoga svjetskog rata osujetiti francuska kolonijalna nastojanja i o tome je pregovarao s vođom marokanskih ustanika Abd el-Krimom. Zbog pritužbi članica Antante Zechlin je 1917. premješten u Madrid, a Abd el-Krim od 1916. do 1917. bio je zatočenikom španjolske vojske.
Kad je Maroko 1956. postao nezavisna monarhija, Chefchaouen je prestao biti španjolskim protektoratom.

## Gospodarske djelatnosti

### Poljoprivreda i ribarstvo
Unatoč znatnoj količini oborina poljoprivredna aktivnost u okolici Chefchaouena dosta je ograničena zbog neravna i strma tla, nedostatka obradivog zemljišta, zastarjele mehanizacije i loše infrastrukture navodnjavanja. Ti čimbenici doprinijeli su razvoju tradicionalne poljoprivrede koja uvelike ovisi i o klimatskim nepogodama. Šume su posječene za proizvode od drva i celuloze te iskrčene za potrebe poljoprivredne proizvodnje. Seljani iz ruralnih područja značajan su dio radne snage u ratarstvu.
U poljoprivredi prevladava uzgoj žitarica, a u planinskim predjelima uzgoj koza te smokava i badema. Povrće i krmno bilje uzgajaju se na površini od oko 180, a mahunarke na oko 3220 hektara. Najviše se uzgajaju grah i bob koji zauzimaju više od tri četvrtine površina namijenjenih uzgoju te vrste usjeva. Plantaže voćaka pokrivaju približno 52 013 hektara, a ondje se proizvede oko 654 930 kvintala (65 493 tona) voća. Na 83 % površina uzgaja se maslina, koja time čini 66 % ukupne proizvodnje voća.
Sredozemna obala provincije Chefchaouen duga je 120 kilometara (75 milja). Godine 2016. ribari su ulovili i tržnicama grada Chefchaouena isporučili 2166 tona morske ribe: ukupna vrijednost tog ulova, čijih je 94,4 % bila plava riba, iznosila je 14,3 milijuna marokanskih dirhama.
Nasadi maslina i smokava, polja žitarica i ograničeni pašnjaci čine tradicijski stočarski sustav, kojim se već stoljećima koristi lokalno stanovništvo. Raznolikosti tržišne ponude doprinose i mnogi lokalni proizvodi, primjerice svježi kozji sir i drugi životinjski proizvodi, ljekovito i aromatično bilje te proizvodi na bazi divljih maslina, smokava i vune. Ti su različiti poljoprivredni modeli osobito doprinijeli bogatstvu prehrambene raznolikosti pa je UNESCO 2010. godine zbog mediteranske prehrane upisao Chefchaouen na listu nematerijalne svjetske baštine.

### Industrija i trgovina
Industrija je vrlo slabo razvijena unatoč dostupnim ljudskim i prirodnim resursima. Tercijarni je sektor, uz turizam, jedan od glavnih nositelja gospodarstva Chefchaouena, a temelji se uglavnom na prodaji tradicijskih prehrambenih proizvoda, građevinskog materijala, odjeće i predmeta za kućanstvo.

### Rukotvorstvo
Rukotvorstvo i tradicijsko zanatstvo – primjerice pletenje, tkanje i šivanje, lončarstvo, kovaštvo, stolarstvo i kožarstvo – najčešće su gospodarske aktivnosti kojima se bavi stanovništvo Chefchaouena. Proizvodi od drva najtraženiji su i najprodavaniji obrtnički proizvodi u gradu i pokrajini. Obrtnici iz okolice Chefchaouena bave se i građevinarstvom.

### Religijska zdanja
Velika džamija u Chefchaouenu najstarija je i povijesno najvažnija gradska džamija smještena na trgu Outa Hammam u srcu medine u blizini kazbe.
Španjolska džamija napušteno je vjersko zdanje, koje su na brdu istočno od grada dvadesetih godina 20. st. izgradili Španjolci. Danas je popularno turističko odredište i vidikovac.
Na staroj cesti za Larache u jednom selu 50-ak kilometara sjeverozapadno od Chefchaouena nalazi se mauzolej posvećen Abd al-Salamu ibn Mašiš al-Alamiju, svecu zaštitniku sjevernomarokanske regije Jebalah.

## Turizam
Zbog raznolikosti i bogatstva kulturne baštine i tradicije, ali i mnoštva prodavaonica rukotvorina, suvenirnica te hotela i restorana u kojima se poslužuje kozji sir, Chefchaouen je vrlo popularno turističko odredište. Stari grad s uskim uličicama, trgovima i plavo-bijelo obojenim kućama, maurska utvrda Alcazaba – kazba čiji su zidovi sagrađeni od zbijene zemlje – i džamija Jamaa Bouzzafer, smještena 1,5 km od grada, najposjećenije su znamenitosti.

## Zanimljivosti
Postoje dvije teorije o tome kako je Chefchaouen postao Plavi grad. Pojedini autori tvrde da su kuće i vrata u plavo tridesetih godina 20. stoljeća prvi počeli bojiti Židovi izbjeglice jer je plava boja vrlo važan simbol u židovskoj kulturi povezan s nebom i Božjim zapovijedima. No katkad se vjeruje i da je razlog za bojenje gotovo cijeloga grada u plavo kudikamo praktičniji, odnosno da je plava boja ciljano odabrana kako bi se zavaralo komarce koji bi tako mogli pomisliti da je plavetnilo pod njima kakva vodena površina.

## Gradovi prijatelji
- Issaquah, Washington, SAD
- Vejer de la Frontera, Andaluzija, Španjolska
- Ronda, Andaluzija, Španjolska
- Kunming, Kina
- Testour, Tunis
- Mértola, Portugal[12]

## Vanjske poveznice

### Sestrinski projekti
|  | Zajednički poslužitelj ima još gradiva o temi Chefchaouen |

### Mrežna sjedišta
- Chaouen.info (engl.)
- Chefchaouen: Stoned and smiling (engl.) lexicorient.com  Arhivirana inačica izvorne stranice od 7. listopada 2015. (Wayback Machine)
- Chefchaouen: An unusual blue town in the Rif mountains of Morocco  (engl.) flickr.com